# Michael Williams (philosophe)
Pour les articles homonymes, voir Michael Williams et Williams.
Michael Williams, né le 6 juillet 1947, est  professeur Kreiger-Eisenhower de philosophie à l'université Johns-Hopkins. Williams est épistémologue et s'intéresse particulièrement à la philosophie du langage, à Wittgenstein et à l'histoire de la philosophie moderne. 

## Positions
Il est par ailleurs connu notamment pour son travail sur le scepticisme philosophique. Dans ses livres parus en 1992 et 2001, Williams effectue ce qu'il appelle un « diagnostic théorique » du scepticisme, selon lequel la solidité du scepticisme suppose une vue réaliste de la connaissance elle-même. C'est-à-dire que le scepticisme présuppose que la connaissance est une entité du invariante du contexte plutôt comme une espèce naturelle. 
En renonçant à cette hypothèse réaliste qui distingue le contexte épistémologique d'autres contextes, l'argument sceptique devient mal fondée et peut donc être rejeté. Avec cette solution au problème sceptique, Williams défend ainsi une vue contextualiste de la connaissance mais qui diffère considérablement des autres contextualistes tels que Stewart Cohen et Keith DeRose.
Il obtient son BA de l'université d'Oxford et son Ph.D. de l'université de Princeton sous la direction de Richard Rorty. Il enseigne à l'université Yale, l'université du Maryland et l'université Northwestern. 
Il est marié à la philosophe et spécialiste de Wittgenstein Meredith Williams, également membre de la faculté de philosophie de l'université Johns-Hopkins.
En 2007, Il est admis à l'Académie américaine des arts et des sciences.

## Ouvrages
- Groundless Belief (1977)
- Unnatural Doubts (1992)
- Problems of Knowledge (2001)

## Source de la traduction
- (en) Cet article est partiellement ou en totalité issu de l’article de Wikipédia en anglais intitulé « Michael Williams (philosopher) » (voir la liste des auteurs).